# Puelén (departement)
Puelén is een departement in de Argentijnse provincie La Pampa. Het departement (Spaans: departamento) heeft een oppervlakte van 13.160 km² en telt 7.757 inwoners.

## Plaatsen in departement Puelén
- Veinticinco de Mayo (25 de Mayo)
- Casa de Piedra
- Puelén